# Governor Phillip Tower
La Governor Phillip Tower est un gratte-ciel de bureaux construit à Sydney (Australie) en 1993 et situé au 1 Farrer Place.